# Solange Cousseau
Solange Cousseau (Caçador, 11 de setembro de 1969) é uma atriz e ex-modelo brasileira. Modelo de sucesso nos anos 80 e 90, fez parte do casting da agência Ford Models, por meio da qual participou de inúmeros comercias televisivos, editoriais e campanhas. Em 1995, aos vinte e cinco anos, fez dois filmes na Itália e posou para as revistas Playboy e Sexy.
Em 2002 afastou-se radicalmente da carreira midiática para dedicar-se à vida religiosa na congregação Assembleia de Deus.

## Carreira

### Moda e mídia
Aos dezessete anos, Solange Cousseau tinha as credenciais ideais para um reinado como top model: rosto anguloso, atemporal e um tanto andrógino, olhos azuis e um corpo longilíneo de mais de um e setenta metro de altura. Foi por causa desse biótipo pouco comum que ela foi convidada a fazer parte do casting da agência de modelos Ford, em 1987. A partir de então, vieram os convites para capas e editoriais em revistas de moda, como Vogue, Criativa e Moda Moldes, bem como desfiles nas passarelas do eixo Rio—São Paulo.
Com a ascensão como modelo, participou de comerciais de televisão, vinhetas, assim como foi convidada de vários programas televisivos. Teve ainda pequenas participações em novelas como Mico Preto e Vamp, da Rede Globo, e ainda em 1987 contracenou com o ator Marcos Palmeira no clipe Uma Noite e Meia, da cantora Marina Lima.
Em meados da década de 90, a modelo foi para a Itália, onde estrelou dois filmes de conteúdo adulto: Senso Proibito e La Figlia di Lady Chatterley («Un Viaggio Meraviglioso»), ambos em 1995.

### Filmografia
| Cronologia da Filmografia | Cronologia da Filmografia    | Cronologia da Filmografia | Cronologia da Filmografia |
| Ano                       | Título                       | Tipo                      | Papel                     |
| ------------------------- | ---------------------------- | ------------------------- | ------------------------- |
| 1995                      | La Figlia di Lady Chatterley | Filme                     | Julie Clifford Chatterley |
| 1995                      | Senso Proibito               | Filme                     | –                         |
| 1991                      | Vamp                         | Telenovela                | Participação especial     |
| 1990                      | Mico Preto                   | Telenovela                | Participação especial     |
| 1987                      | Uma Noite e Meia             | Videoclipe                | Namorada                  |

## Pós-fama
Longe dos holofotes desde os fins do anos 90, teve seu segundo filho em 2007 e em 2011 casou-se civilmente, separando-se poucos anos depois. Em 2002, converteu-se ao protestantismo e tornou-se evangelizadora da denominação Assembleia de Deus. 
Desde 2015 vive em Joinville com sua família e se dedica à venda de vinhos finos e à área de saúde.